# Lutz E. Pillunat
Lutz Ernst Pillunat (* 11. August 1958 in Bocholt) ist ein deutscher Augenarzt und langjähriger Lehrstuhlinhaber für Augenheilkunde an der Technischen Universität Dresden; die Augenklinik am Universitätsklinikum Carl Gustav Carus Dresden leitete Pillunat von 2001 bis Dezember 2024. Pillunats Spezialgebiet in Klinik und Forschung ist das Glaukom.

## Leben und Ausbildung
Pillunat machte 1977 das Abitur am Euregio-Gymnasium in Bocholt. Von 1977 bis 1983 studierte er Humanmedizin an der Universität Düsseldorf, dazu von 1978 bis 1983 Psychologie (ebenfalls an der Universität Düsseldorf). Nach seiner Tätigkeit als Assistenzarzt an der Universitätsaugenklinik Ulm wurde er dort Oberarzt und schließlich leitender Oberarzt. Von 1993 bis 1995 hatte er als Stipendiat der Deutschen Forschungsgemeinschaft ein Glaucoma Fellowship am Bascom Palmer Eye-Institute der University of Miami inne. Von 1996 bis 2001 war er Professor für Augenheilkunde (C3) und stellvertretender geschäftsführender Direktor der Universitätsaugenklinik und Poliklinik am Universitätsklinikum Hamburg-Eppendorf, bevor er 2001 den Ruf auf den Lehrstuhl der TU Dresden annahm. Pillunat war insgesamt sechsmal Präsident der Sächsischen Augenärztlichen Gesellschaft und ist seit 2004 Präsident des Initiativkreises zur Glaukomfrüherkennung. Er ist mit  Karin Pillunat verheiratet, der Leiterin des Bereichs Glaukom an der Universitätsaugenklinik Dresden.

## Wissenschaftliches und ärztliches Werk
Lutz E. Pillunat hat sich mit Beginn seiner ärztlichen und wissenschaftlichen Tätigkeit auf die Pathogenese, die Diagnostik und die Therapie des Glaukoms spezialisiert und über einen Zeitraum von rund 40 Jahren zahlreiche wissenschaftliche Beiträge publiziert. Schwerpunkt waren dabei die Erforschung der Rolle, die der okulärer Blutfluss für diese Erkrankung spielt. Besondere Aspekte, denen sich Pillunat widmet, sind dabei die Pathogenese des glaukomatösen Sehnervenschadens und die operative Therapie der Glaukome. Ferner sind unter Pillunats Leitung zahlreiche Forschungsbeiträge zur Therapie des Keratokonus publiziert worden.

## Schriften (Auswahl)
- Zusammen mit Stodtmeister, R. Das Glaukom – Aspekte aus der Forschung für die Praxis. Springer Verlag 1993
- Zusammen mit Böhm AG und Harris A. Glaukom – Aktuelle Diagnostik und Therapie. Ad manum medici 1997
- Zusammen mit Spoerl E und Elfes G. Preoperative intraocular pressure as a predictor of selective laser trabeculoplasty efficacy. Acta Ophthalmol 2016; 94:692-696
- Zusammen mit Herber R, Lenk J, Raiskup F. Comparison of corneal tomography using a novel swept-source optical coherence tomographer and rotating Scheimpflug system in normal and keratoconus eyes: repeatability and agreement analysis.Eye Vis (Lond) 2022; 9(1):19. doi:10.1186/s40662-022-00290-6.
- Zusammen mit Lenk J, Herber R, Raiskup F, Spörl E.Grundlagen des kornealen Crosslinking. Ophthalmologe 2022; 119:332-341
- Zusammen mit Pillunat KR, Herber R. Corneal Biomechanics in Glaucoma. Klin Monbl Augenheilkd 2022; 239:158-164
- Zusammen mit Pillunat KR. Vaskuläre Therapiekonzepte bei Glaukompatienten. Ophthalmologe 2021; 118:431-438
- Zusammen mit Ramm L, Herber R, Spoerl E, Terai N. Intraocular pressure measurements in diabetes mellitus. Eur J Ophthalmol2020; 30:1432-1439
- Zusammen mit Erb C, Jünemann AG, Kimmich F. Micro-invasive glaucoma surgery (MIGS): a review of surgical procedures using stents. Clin Ophthalmol 2017; 11:1583-1600
- Zusammen mit Ronald D. Gerste: Augenheilkunde in Dresden – vom „Augendienst“ zur Universitätsaugenklinik''. Kaden Verlag, Heidelberg 2018. ISBN 978-3-942825-69-6

## Ehrungen (Auswahl)
- 1986 Merckle-Forschungspreis der Universität Ulm
- 1987 Nationaler Preisträger des International Chibret Award
- 1992 Filmpreis der Deutschen Ophthalmologischen Gesellschaft
- 1994 Ehrenmitgliedschaft der Italienischen Glaukom Gesellschaft
- 2016 Liste der Persönlichkeiten der Geburtsstadt Bocholt
- 2002–2024 Top-Mediziner Deutschland (Focusliste)
- 2004–2024 Beste Ärzte Deutschlands (Zeitschrift Guter Rat)
- 2022–2024 Stern-Ärzteliste
- 2023 Achievement Award der APAO (Asian Pacific Academy of Ophthalmology)
- 2024 Goldmedaille der Medizinischen Fakultät Carl Gustav Carus Dresden